# Wabulacinus
Wabulacinus is een uitgestorven buidelwolf die in het Mioceen op het Australische continent leefde. Het geslacht omvat één soort, W. ridei

## Fossiele vondsten
Fossielen van Wabulacinus zijn gevonden bij Godthelp Hill in Riversleigh in het noordwesten van Queensland. Deze vondsten dateren uit het Vroeg-Mioceen. Het holotype bestaat uit een gedeeltelijke rechter bovenkaak met kiezen. Daarnaast is een gedeeltelijke linker onderkaak met kiezen gevonden van Wabulacinus.

## Kenmerken
Wabulacinus was met een geschat gewicht van 5 kg een middelgrote vorm binnen de buidelwolven van Riversleigh. Nimbacinus dicksoni en Ngamalacinus waren van vergelijkbaar formaat. Fossielen van laatstgenoemde buidelwolf zijn eveneens bij Godthelp Hill gevonden. Wabulacinus staat in de ontwikkelingslijn van de buidelwolven tussen Nimbacinus en Thylacinus in.